# San Pedro de Cartago
San Pedro de Cartago è un comune della Colombia facente parte del dipartimento di Nariño.
L'abitato venne fondato da Manuel Antonio Arboleda nel 1918, mentre l'istituzione del comune è del 29 novembre 1989.